# Брянцев, Георгий Михайлович
Гео́ргий Миха́йлович Бря́нцев (23 апреля [6 мая] 1904, станица Александрийская, Ставропольская губерния — 26 декабря 1960, Москва) — русский советский писатель, сценарист.
В органах ОГПУ−НКВД с 1928 года.
Участник Великой Отечественной войны, военный разведчик, подполковник, партизан. Член ВКП(б) с 1926 года.

## Биография
Георгий Брянцев родился в станице Александрийской (Ставропольский край) в семье казака.
Отец — Брянцев Михаил Павлович, служил полицейским приставом, в 1918-1920-х годах боролся с Советской властью, ушёл с белогвардейскими частями в эмиграцию, перебравшись в Болгарию, вступил в Русский общевоинский союз (умер в Софии в 1925 году).
Георгий Брянцев окончил начальную школу и три класса казачьей гимназии в Новочеркасске.
В 1924 году по путёвке райкома поступил в советско-партийную школу в Пятигорске.
В ноябре 1925 года призван в Красную Армию (11-й отдельный конно-артиллерийский дивизион Северо-Кавказской кавалерийской дивизии).
С 1928 года проходил службу в Особых отделах ОГПУ в кавалерийских дивизионах.
В 1931 году учился в Ейской Высшей школе морских лётчиков и лётчиков наблюдателей (единственное учебное заведение, которое окончил Брянцев).
С 1933 года — сотрудник ОГПУ Якутской АССР.
2 марта 1936 года сотруднику УГБ УНКВД Якутской АССР Брянцеву Г. М. присвоено звание лейтенанта государственной безопасности.
В 1936 году переведён на должность помощника начальника Особого отдела ГУГБ  6-й Орловской стрелковой дивизии.
С 8 октября 1937 года — начальник 3-го отделения 3-го отдела УГБ УНКВД по Орловской области.
В конце 1937 года начались аресты командного состава  6-й Орловской стрелковой дивизии. Были арестованы: командир — комбриг Шафранский Иван Иосифович (Осипович), его заместитель — комбриг Резцов Владимир Ипатьевич, командир 6-го артполка Царапкин Герасим Романович, начальник военно-хозяйственного снабжения дивизии Агапов Михаил Иванович, капельмейстер 18-го стрелкового полка Реймер Леонид Николаевич, начальник 1-й части штаба дивизии Гааке Николай Георгиевич, помощник командира 18-го стрелкового полка Зелепукин Василий Иванович, начальник боепитания 18-го стрелкового полка Осиев Пётр Александрович, помощник командира 16-го стрелкового полка Булович Иван Гаврилович и другие. Им было предъявлено сфабрикованное следствием обвинение в участии в «антисоветском военно-фашистском заговоре». 20 октября 1938 года Военной коллегией Верховного суда СССР 15 арестованных были приговорены к расстрелу (кроме Шафранского). Приговор приведён в исполнение в тот же день в Орле. Место захоронения документально не зафиксировано. 29 июня 1957 года Военной коллегией Верховного суда СССР уголовные дела в отношении расстрелянных военнослужащих были прекращены «за отсутствием состава преступления», они были признаны необоснованно осуждёнными и полностью реабилитированы.
В период чистки внутри НКВД, после назначения Берии Л. П. 25 ноября 1938 года, Брянцеву, в отличие от других сотрудников — назначенцев Ежова Н. И., удалось отделаться только увольнением.
Приказом НКВД СССР № 229 от 07.02.1939 Брянцев уволен «вовсе с исключением с учёта согласно ст. 38 п. «в» Положения о прохождении службы начальствующим составом ГУГБ НКВД» (невозможность использования на работе в Главном управлении государственной безопасности).
Приказом НКВД СССР № 692 от 03.04.1939 Брянцев считается «уволенным в запас согласно ст. 38 п. «в» Положения о прохождении службы начальствующим составом ГУГБ НКВД» с 07.04.1939.
Приказом НКВД СССР № 224 от 17.02.1940 назначен на должность начальника автотехнического отдела УНКВД по Орловской области.
В период Великой Отечественной войны начальник оперативной группы по руководству партизанскими отрядами, дважды перебрасывался в тыл врага со специальными заданиями. В 1942—1943 годах участвовал в партизанском движении в брянских лесах. Неоднократно выполнял в тылу врага задания командования Брянского фронта и Орловского обкома ВКП(б). В 1944 году, находясь в Бухаресте, принял активное участие в подготовке и проведении Народного вооружённого восстания 23 августа 1944 года, приведшего к свержению режима Иона Антонеску и переходу Румынии на сторону антигитлеровской коалиции, за что был удостоен ордена Красной Звезды.
Начал печататься в 1948 году, член Союза писателей с 1949 года.
Скончался 26 декабря 1960 года от опухоли головного мозга, перенеся семь операций. Похоронен в Москве на Новодевичьем кладбище (участок № 5).

## Творчество
- «От нас никуда не уйдёшь» (сборник рассказов), 1948
- «По ту сторону фронта» (повесть), 1949
- «Их было четверо» (сборник рассказов), 1950
- «Конец "осиного гнезда"» (повесть), 1950
- «Тайные тропы» (роман), 1951
- «Следы на снегу» (повесть), 1953
- «Голубой пакет» (повесть), 1956
- «Это было в Праге» (роман), 1955
- «Клинок эмира» (повесть), 1959
- «По тонкому льду» (роман), 1960

Произведения выходили в книжных сериях: Библиотека приключений, Библиотека приключений и научной фантастики, Мир приключений, Библиотека советского детектива, Военные приключения и других.
Военно-приключенческие произведения писателя принесли ему широкую известность.

## Экранизации
- Следы на снегу (1955)
- По тонкому льду (1966)

## Награды
- орден Ленина (1.06.1951)

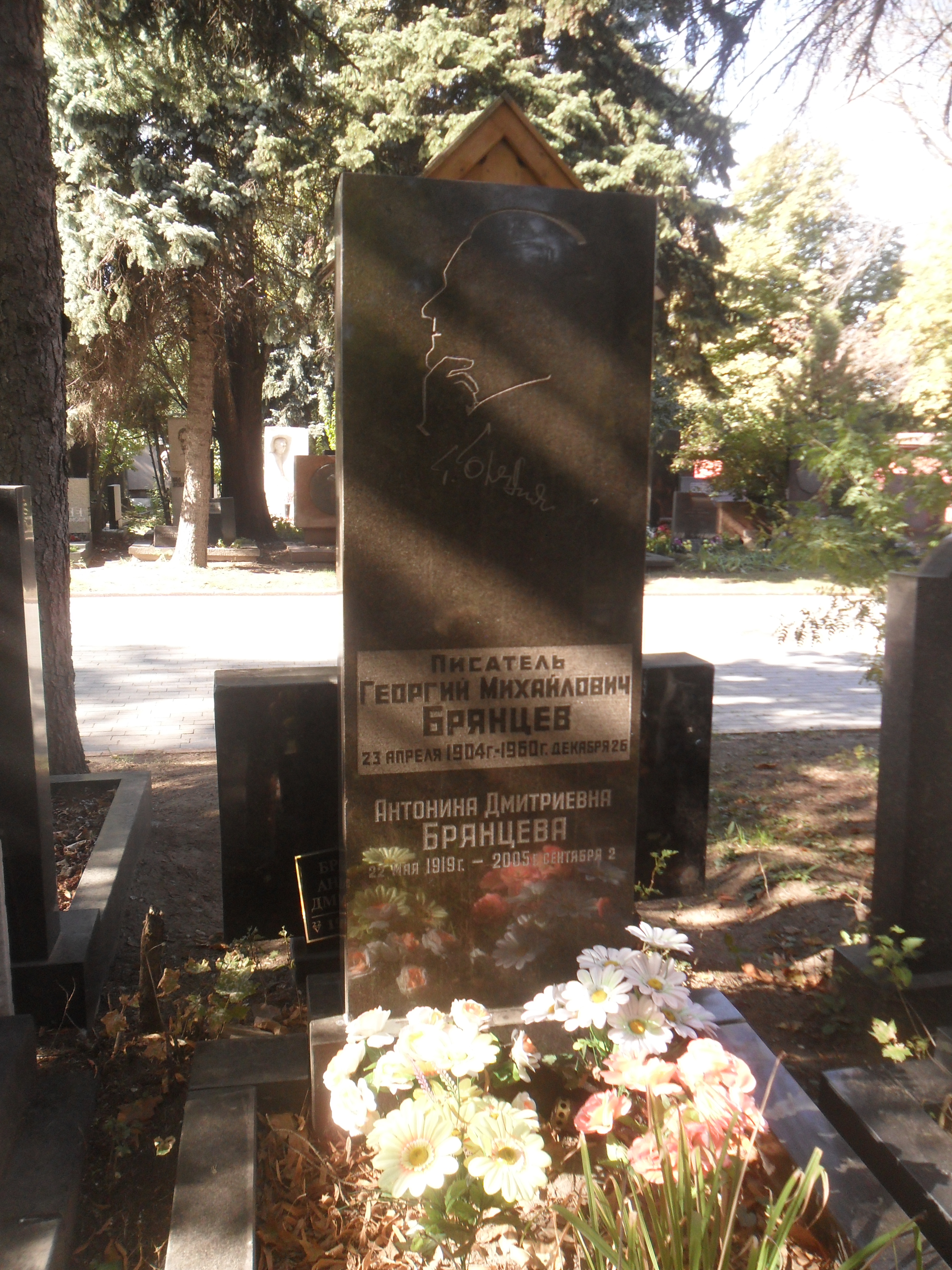
Могила Брянцева на Новодевичьем кладбище Москвы.

- два ордена Красного Знамени (1.09.1942; 30.04.1946)
- орден Красной Звезды (3.11.1944)
- орден «Знак Почёта» (6.12.1951)
- медаль «За боевые заслуги» (21.02.1942; был представлен к медали «За отвагу»)
- медаль «Партизану Отечественной войны» I степени (28.05.1943)
- медаль «За победу над Германией в Великой Отечественной войне 1941—1945 гг.»
- медаль «За доблестный труд в Великой Отечественной войне 1941—1945 гг.»
- знак «Почётный чекист»
- золотые и серебряные часы
- именное оружие

## Память
- Именем Георгия Брянцева назван переулок в Орле[3].
- 19 мая 2015 года имя Брянцева присвоено сельской библиотеке № 10 в станице Александрийской
- 23 апреля 2019 года в станице Александрийской на доме, в котором когда-то жил Георгий Михайлович, разместили Памятную доску в честь легендарного разведчика и знаменитого писателя[4].

## Интересные факты
- Георгий Брянцев стал прототипом майора Званцева — литературного героя повести Владимира Мильчакова «Птенцы орлов»[5].